# Eduard Helly
Eduard Helly   (Viena, 1 de juny de 1884 - Chicago, 28 de novembre de 1943) va ser un matemàtic austríac.

## Vida i Obra
Fill d'una família jueva, va fer els estufis secundaris al Liceu Maximilià de Viena. El 1902 va ingressar en la universitat de Viena en la qual va obtenir el doctorat el 1907. El curs següent va gaudir d'una beca per ampliar estudis a la universitat de Göttingen. A partir de 1908, retornat a Viena i sense haver obtingut una plaça docent universitària, va ser professor de secundària.
El 1915 va ser mobilitzat per la Primera Guerra Mundial i aviat va ser ferit greument en els pulmons i fet presoner dels russos. Va estar empresonat a Tobolsk (Sibèria) fins al 1920, on va coincidir amb Tibor Radó. El novembre de 1920 va tornar a Viena després d'un accidentat viatge per l'Extrem Orient i Egipte. El 1921 va aconseguir l'habilitació docent universitària, però tot i així no va obtenir cap plaça remunerada a la universitat degut a que era jueu i a que era massa gran. Aquest mateix any, es va casar amb Elise Bloch, que s'havia doctorat en matemàtiques el 1917 a Viena. Els anys següents va impartir alguns cursos a la universitat de Viena sense remuneració, i es guanyava la vida com empleat de banca al Boden-kredit-anstalt (1921-1929) i d'assegurances a la Phönix (1930-1938).
El 1938, després de l'ocupació d'Àustria per les tropes nazis i veient el clima antisemita, la família decideix emigrar als Estats Units on hi tenen un oncle enginyer. El setembre de 1939 arriba a Nova York amb la seva dona i un fill de vuit anys. Els primers temps als Estats Units van ser durs, havent-se de guanyar la vida amb classes particulars, fins que amb l'ajuda d'alguns amics (entre ells, Albert Einstein) va obtenir plaça de professor a alguns instituts de Nova Jersey. El setembre del 1943 sembla que les coses comencen a millorar quan va ser nomenat professor del Institut de Tecnologia d'Illinois, però pateix dos atacs de cor, fruit de les seves lesions de guerra, i mor al poc temps a Chicago.
Per les seves circumstàncies vitals, polítiques i socials, Helly només va publicar cinc articles científics, però tots ells són d'extraordinària importància. L'aportació més rellevant va ser el 1912, quan va demostrar el avui conegut com a teorema de Hahn-Banach, quinze anys de que el demostressin els seus titulars, Hans Hahn i Stefan Banach. També va demostrar altres teoremes que porten el seu nom, com el teorema de Helly sobre la geometria convexa (1923) o el teorema de selecció de Helly sobre seqüències funcionals (1921).